# マイケル・ピネーラ

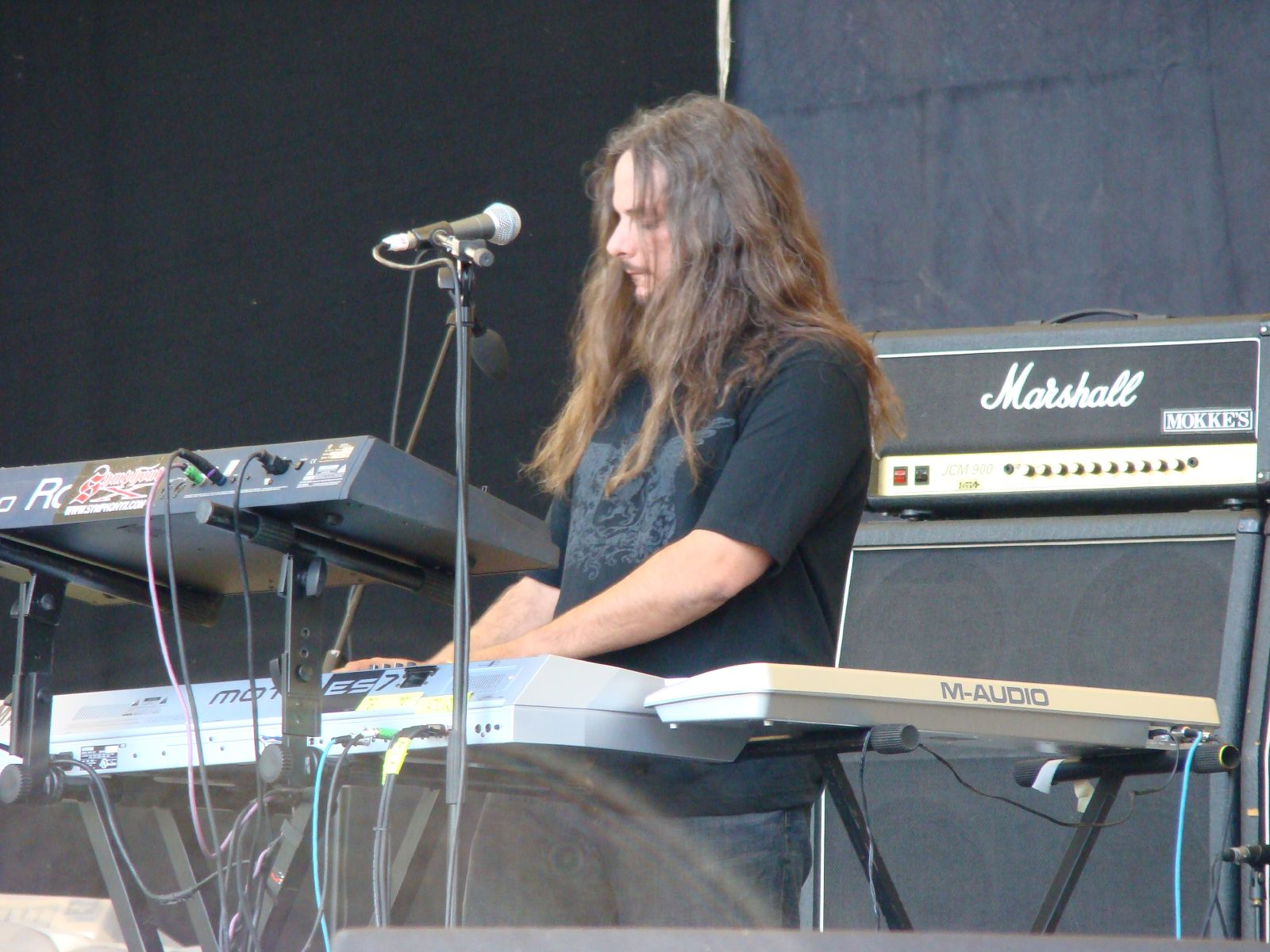
2007年

マイケル・ピネーラ（Michael Pinnella 、1969年8月29日-）はアメリカ合衆国ニュージャージー州ポイントプレザントビーチ出身のキーボード・プレイヤー、作曲家である。1994年から現在に至るまでアメリカのプログレッシブ・メタル・ネオクラシカルメタルバンドのシンフォニー・エックスのメンバーである。

## 音楽性
- クラシック出身のプレイヤーであり、絶対音感の持ち主でもある。
- 機材は主にコルグ、ローランド、AKAI professional製のもの使用している。最近では、ミュージックシーケンサーを使用したプレイもみられる。

## ソロアルバム
2004年に、ソロアルバム「Enter By The Twelfth Gate」を発表。ボーカルレスですべてのパートをキーボードを駆使して作成された。

## その他の話題
- 既婚者で妻と3人の子供がいる。
- 教会のミサでピアノ、チャーチオルガンを弾くなどヘヴィメタルキーボーディスト以外の顔も持ち合わせている。
- ピネーラの地元の楽器屋に今でも働くことがあり、音楽教室で講師として教鞭をとることもある。